# وولکوو (شهرستان بلاگووشچنسکی، باشقیرستان)
وولکوو (انگلیسی: Volkovo, Blagoveshchensky District, Republic of Bashkortostan) یک شهرک در شهرستان بلاگووشچنسکی باشقیرستان کشور روسیه است.